# Kolonia Świdnik Mały
Kolonia Świdnik Mały – kolonia w Polsce położona w województwie lubelskim, w powiecie lubelskim, w gminie Wólka.
W latach 1975–1998 miejscowość należała administracyjnie do województwa lubelskiego.
Wieś sąsiaduje z ulicą Mełgiewską (trasa Lublin-Świdnik przez Zadębie).
Wieś stanowi sołectwo gminy Wólka. Według Narodowego Spisu Powszechnego z roku 2011 wieś liczyła 222 mieszkańców.

W związku z reorganizacją administracji wiejskiej jesienią 1954, główna część gromady Świdnik Mały Kolonia weszła 5 października 1954 w skład nowo utworzonej gromady Wólka, natomiast część kolonii Świdnik Mały na południe od drogi bitej Lublin–Mełgiew włączono do gromady Adampol, którą 13 listopada 1954 przekształcono w miasto Świdnik. W związku z tym ta część kolonii Świdnik Mały stała się integralną częścią miasta Świdnika.